# Tyler Clutts
Tyler Clutts (Vallejo, 9 novembre 1984) è un giocatore di football americano statunitense che gioca nel ruolo di fullback per i Dallas Cowboys della National Football League (NFL). Dopo essere stato rifiutato dal Draft NFL 2008, firmò con gli Edmonton Eskimos della Canadian Football League (CFL). Al college ha giocato a football alla Fresno State University.

## Carriera professionistica

### Edmonton Eskimos (CFL)
Dopo non essere stato scelto nel Draft 2008, Clutts firmò con gli Edmonton Eskimos della Canadian Football League dove trascorse le prime due stagioni della carriera.

### Utah Blaze (AFL)
Dopo l'esperienza canadese, Tyler firmò un contratto annuale per giocare con gli Utah Blaze della Arena Football League.

### Sacramento Mountaing Lions (UFL)
Dopo la breve esperienza nella AFL, Clutts giocò con i Sacramento Mountain Lions della UFL per un anno, dove passò ufficialmente al ruolo di fullback.

### Cleveland Browns
Clutts firmò un pre-contratto con i Cleveland Browns il 5 gennaio 2011. Durante l'ultima gara di pre-stagione contro i Bears, Clutts attrasse l'attenzione del coordinatore degli special team dei Bears Dave Toub, che lo convinse a firmare con la franchigia di Chicago.

### Chicago Bears
Tyler firmò per unirsi ai Chicago Bears il 7 settembre 2011 con un contratto triennale. Quando il long snapper Patrick Mannelly si infortunò nella gara contro i San Diego Chargers, Clutts giocò al suo posto fino all'arrivo Chris Massey. Clutts giunse addirittura a sfiorare la convocazione per il Pro Bowl 2012, dopo aver disputato tutte le 16 gare della stagione, di cui la metà come titolare.

### Houston Texans
Il agosto 2012. Clutts fu scambiato con gli Houston Texans in cambio del cornerback Sherrick McManis.

### Miami Dolphins
Nel 2013, Clutts firmò coi Miami Dolphins. Fu svincolato il 1º ottobre.

### Dallas Cowboys
Il 3 dicembre 2013, Clutts firmò un contratto con i Dallas Cowboys per sostituire l'infortunato Lance Dunbar.

## Vittorie e premi
Nessuno

## Statistiche
| Partite totali         | 40 |
| Partite da titolare    | 8  |
| Ricezioni              | 9  |
| Yard su ricezione      | 52 |
| Touchdown su ricezione | 0  |

Statistiche aggiornate alla stagione 2013